# Christopher Challis
Christopher Challis (Kensington, 18 marzo 1919 – Bristol, 31 maggio 2012) è stato un direttore della fotografia britannico.
Insieme a Jack Cardiff fu uno dei protagonisti della fotografia cinematografica britannica degli anni quaranta e cinquanta. Nel corso della sua carriera strinse due sodalizi professionali di particolare rilievo, negli anni cinquanta con i britannici Michael Powell ed Emeric Pressburger, negli anni sessanta con lo statunitense Stanley Donen.

## Biografia
Conclusi gli studi al Wimbledon College, si avvicinò al cinema come assistente operatore per il cinegiornale Gaumont British News, per poi prestare servizio nel reparto cinematografico della Royal Air Force durante la Seconda guerra mondiale e, dopo il conflitto, iniziare a lavorare come operatore alla macchina alla Rank, dove completò il suo apprendistato professionale accanto a Jack Cardiff.
Partecipò insieme a Cardiff alla realizzazione di tre capolavori diretti dalla coppia di registi Michael Powell ed Emeric Pressburger nella seconda metà degli anni quaranta: ricoprì il ruolo di secondo assistente alla macchina per la commedia fantastica Scala al paradiso (1946), caratterizzata dalla riuscita convivenza tra bianco e nero e colore e da invenzioni visive e deliri scenografici, e di operatore alla macchina per il melodramma dallo «stile sontuoso e fiammeggiante» Narciso nero (1947), che valse a Cardiff il Premio Oscar e il Golden Globe, e Scarpette rosse (1948), «un melodramma perfetto [...] magico punto d'incontro [tra] racconto popolare e sperimentazione».
Mentre il successo di queste «pietre miliari nella storia del Technicolor» rese Cardiff particolarmente richiesto, a partire dal thriller in bianco e nero I ragazzi del retrobottega (1949), Challis ne prese il posto come direttore della fotografia di Powell e Pressburger, con i quali lavorò per un decennio e una decina di film. Tra le loro successive collaborazioni spicca in particolare la scatenata immaginazione figurativa del melomusical I racconti di Hoffmann (1951), uno «spettacolo totale» di «ardite sperimentazioni cromatiche, mirabolanti soluzioni di messinscena, innumerevoli virtuosismi tecnici».
Nel corso degli anni cinquanta non si limitò a lavorare con i soli Powell e Pressburger, ma collaborò con molti dei maggiori registi inglesi dell'epoca, dando buona prova di sé sia nei film d'epoca che in quelli di ambientazione contemporanea, affermandosi come «una delle maggiori personalità del cinema britannico».  Per Henry Cornelius curò le immagini di La rivale di mia moglie (1953), «una delle più deliziose e divertenti commedie degli anni '50», vincitrice del BAFTA per il miglior film britannico e del Golden Globe per il miglior film straniero e fra i maggiori successi commerciali della Rank. Nel film I perversi (1955) di Arthur Lubin portò il Technicolor nella Londra vittoriana. Compì un ottimo lavoro per il dramma avventuroso Nuda nell'uragano (1959) diretto da Charles Crichton. 
Nel 1960 con Pacco a sorpresa e L'erba del vicino è sempre più verde iniziò la collaborazione con l'americano Stanley Donen, che si sviluppò nel giro di quindici anni attraverso altri quattro film, tra cui il raffinato Arabesque (1966), nel quale fotografò Sophia Loren al suo massimo splendore divistico e che gli valse il BAFTA alla migliore fotografia (per il quale era già stato candidato due volte, nel 1964 per il kolossal bellico I vincitori e nel 1966 per Quei temerari sulle macchine volanti), l'amara commedia sentimentale Due per la strada (1967), interpretata da Audrey Hepburn e Albert Finney e il musical Il piccolo principe (1974), ispirato all'omonima opera letteraria.
Tra i suoi lavori degli anni sessanta, si possono citare i due film bellici diretti da Lewis Gilbert, Affondate la Bismarck! (1960) e Ponte di comando (1962), il secondo film della serie della Pantera rosa, Uno sparo nel buio (1964), la nuova collaborazione con Cardiff, stavolta in veste di regista, per l'avventuroso Le lunghe navi (1964), la commedia gialla La truffa che piaceva a Scotland Yard (1966) e il classico per bambini Citty Citty Bang Bang (1968). 
Nel 1970 venne scelto da Billy Wilder, in trasferta britannica, per il sofisticato Vita privata di Sherlock Holmes. Nel 1978 fu candidato un'ultima volta al premio BAFTA per l'avventuroso Abissi.
Nei primi anni ottanta curò le immagini di due film diretti da Guy Hamilton (con il quale aveva già lavorato per l'avventuroso Forza 10 da Navarone) e tratti da romanzi di Agatha Christie, Assassinio allo specchio (1980) con Angela Lansbury nei panni di Miss Marple e Delitto sotto il sole (1982) con Peter Ustinov in quelli di Hercule Poirot. Il suo ultimo lavoro coincise con l'ultima regia di Joseph Losey, Steaming - Al bagno turco (1985).
Nel 1995 pubblicò l'autobiografia Are They Really So Awful? A Cameraman's Chronicle, la cui prefazione fu firmata da Donen.

## Riconoscimenti
- BAFTA alla migliore fotografia
  - 1964: candidato - I vincitori
  - 1966: candidato - Quei temerari sulle macchine volanti
  - 1967: vincitore - Arabesque
  - 1978: candidato - Abissi

## Filmografia
- Il ribelle dei tropici (The End of the River), regia di Derek N. Twist (1947)
- I ragazzi del retrobottega (The Small Back Room), regia di Michael Powell e Emeric Pressburger (1949)
- La volpe (Gone to Earth), regia di Michael Powell e Emeric Pressburger (1950)
- L'inafferrabile Primula Rossa (The Elusive Pimpernel), regia di Michael Powell e Emeric Pressburger (1950)
- I racconti di Hoffmann (The Tales of Hoffmann), regia di Michael Powell e Emeric Pressburger (1951)
- Quinta squadriglia Hurricanes (Angels One Five), regia di George More O'Ferrall (1952)
- Un giorno... tutta la vita (24 Hours of a Woman's Life), regia di Victor Saville (1952)
- The Story of Gilbert and Sullivan, regia di Sidney Gilliat (1953)
- La rivale di mia moglie (Genevieve), regia di Henry Cornelius (1953)
- C'era una volta... (Twice Upon a Time), regia di Emeric Pressburger (1953)
- Saadia, regia di Albert Lewin (1953)
- La fiamma e la carne (Flame and the Flesh), regia di Richard Brooks (1954)
- Malaga, regia di Richard Sale (1954)
- Raising a Riot, regia di Wendy Toye (1955)
- I perversi (Footsteps in the Fog), regia di Arthur Lubin (1955)
- Oh... Rosalinda!!, regia di Michael Powell e Emeric Pressburger (1955)
- L'arciere del re (Quentin Durward), regia di Richard Thorpe (1955)
- L'apprendista stregone (The Sorcerer's Apprentice), regia di Michael Powell - cortometraggio (1955)
- La battaglia di Rio della Plata (The Battle of the River Plate), regia di Michael Powell e Emeric Pressburger (1956)
- Il giardiniere spagnolo (The Spanish Gardener), regia di Philip Leacock (1956)
- Colpo di mano a Creta (Ill Met by Moonlight), regia di Michael Powell e Emeric Pressburger (1957)
- Avventura a Soho (Miracle in Soho), regia di Julian Amyes (1957)
- Terra di ribellione (Windom's Way), regia di Ronald Neame (1957)
- Rooney, regia di George Pollock (1958)
- Sotto coperta con il capitano (The Captain's Table), regia di Jack Lee (1959)
- Nuda nell'uragano (Floods of Fear), regia di Charles Crichton (1959)
- L'inchiesta dell'ispettore Morgan (Blind Date), regia di Joseph Losey (1959)
- Affondate la Bismarck! (Sink the Bismarck!), regia di Lewis Gilbert (1960)
- I gangsters di Piccadilly (Never Let Go), regia di John Guillermin (1960)
- Pacco a sorpresa (Surprise Package), regia di Stanley Donen (1960)
- L'erba del vicino è sempre più verde (The Grass Is Greener), regia di Stanley Donen (1960)
- Cinque ore in contanti (Five Golden Hours), regia di Mario Zampi (1961)
- Flame in the Streets, regia di Roy Ward Baker (1961)
- Ponte di comando (H.M.S. Defiant), regia di Lewis Gilbert (1962)
- An Evening with the Royal Ballet, regia di Anthony Asquith e Anthony Havelock-Allan (1963)
- I vincitori (The Victors), regia di Carl Foreman (1963)
- Le lunghe navi (The Long Ships), regia di Jack Cardiff (1964)
- Uno sparo nel buio (A Shot in the Dark), regia di Blake Edwards (1964)
- Quei temerari sulle macchine volanti (Those Magnificent Men in Their Flying Machines or How I Flew from London to Paris in 25 hours 11 minutes), regia di Ken Annakin (1965)
- Dimensione della paura (Return from the Ashes), regia di J. Lee Thompson (1965)
- Arabesque, regia di Stanley Donen (1966)
- La truffa che piaceva a Scotland Yard (Kaleidoscope), regia di Jack Smight (1966)
- Due per la strada (Two for the Road), regia di Stanley Donen (1967)
- Sull'orlo della paura (A Dandy in Aspic), regia di Anthony Mann (1968)
- Citty Citty Bang Bang (Chitty Chitty Bang Bang), regia di Ken Hughes (1968)
- Quei due (Staircase), regia di Stanley Donen (1969)
- Vita privata di Sherlock Holmes (The Private Life of Sherlock Holmes), regia di Billy Wilder (1970)
- Il mascalzone (Villain), regia di Michael Tuchner (1971)
- Per amore ho catturato una spia russa (To Catch a Spy), regia di Dick Clement (1971)
- Maria Stuarda, regina di Scozia (Mary, Queen of Scots), regia di Charles Jarrott (1972)
- Detective privato... anche troppo (Follow Me!), regia di Carol Reed (1972)
- Il ragazzo che diventò giallo (The Boy Who Turned Yellow), regia di Michael Powell (1972)
- A War of Children, regia di George Schaefer (1972) (TV)
- Il piccolo principe (The Little Prince), regia di Stanley Donen (1974)
- In This House of Brede, regia di George Schaefer (1975) (TV)
- The Old Curiosity Shop, regia di Michael Tuchner (1975)
- Sarah Bernhardt - La più grande attrice di tutti i tempi (The Incredible Sarah), regia di Richard Fleischer (1976)
- Abissi (The Deep), regia di Peter Yates (1977)
- Forza 10 da Navarone (Force 10 from Navarone), regia di Guy Hamilton (1978)
- L'enigma dei banchi di sabbia (The Riddle of the Sands), regia di Tony Maylam (1979)
- S.O.S. Titanic, regia di William Hale (1979) (TV)
- Assassinio allo specchio (The Mirror Crack'd), regia di Guy Hamilton (1980)
- Delitto sotto il sole (Evil Under the Sun), regia di Guy Hamilton (1982)
- Secrets, regia di Gavin Millar (1983)
- Top Secret!, regia di Zucker-Abrahams-Zucker (1984)
- Steaming - Al bagno turco (Steaming), regia di Joseph Losey (1985)